# Klosterbrauerei Baumburg
Die Klosterbrauerei Baumburg GmbH & Co. KG, oder kurz Klosterbrauerei Baumburg oder Baumburger ist eine Bierbrauerei im Kloster Baumburg in Altenmarkt an der Alz. In den letzten Jahren wurden etwa 5.000 Hektoliter Bier produziert.

## Geschichte

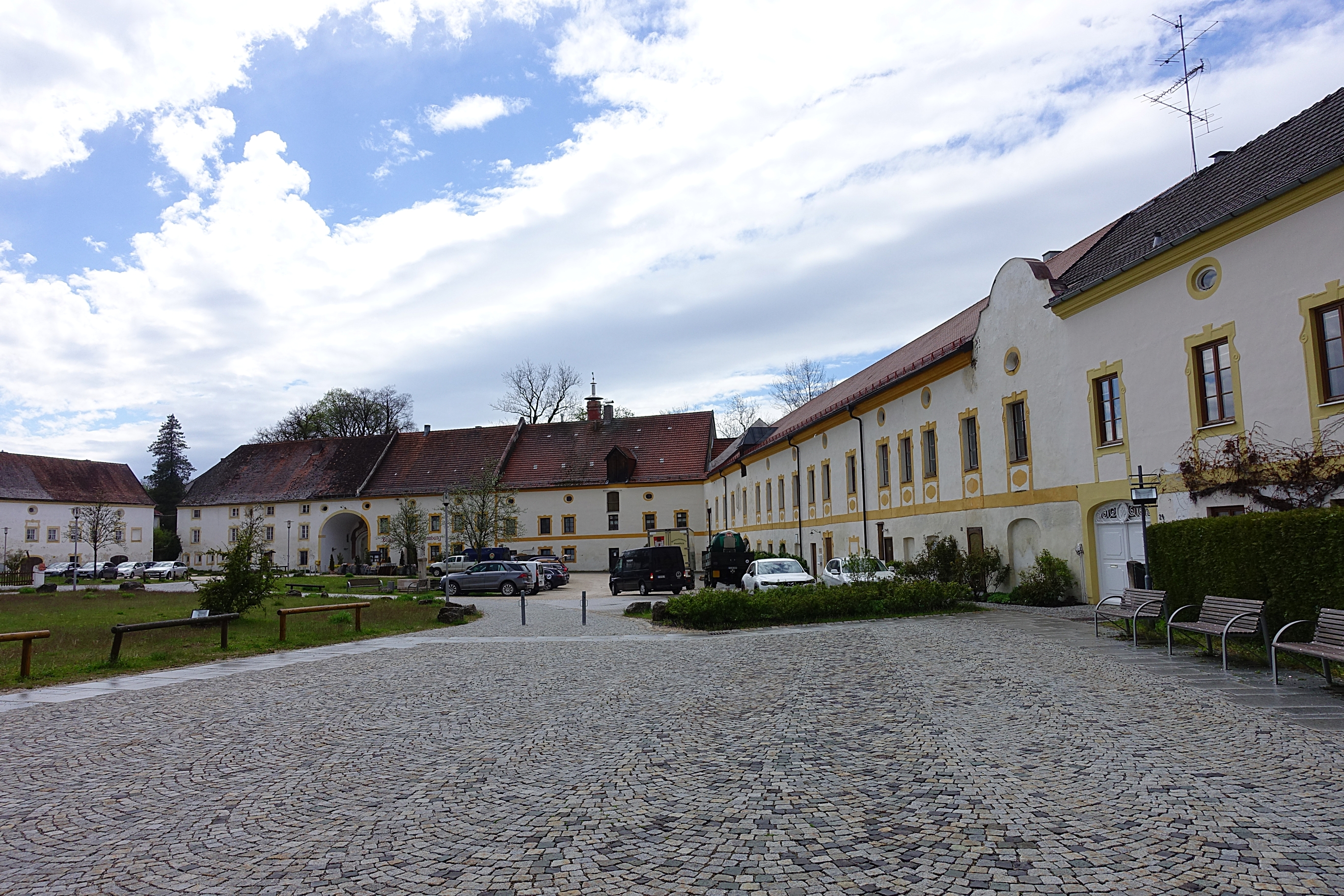
Klosterhof mit Brauerei (rechts) und Bräustüberl (mitte-links)

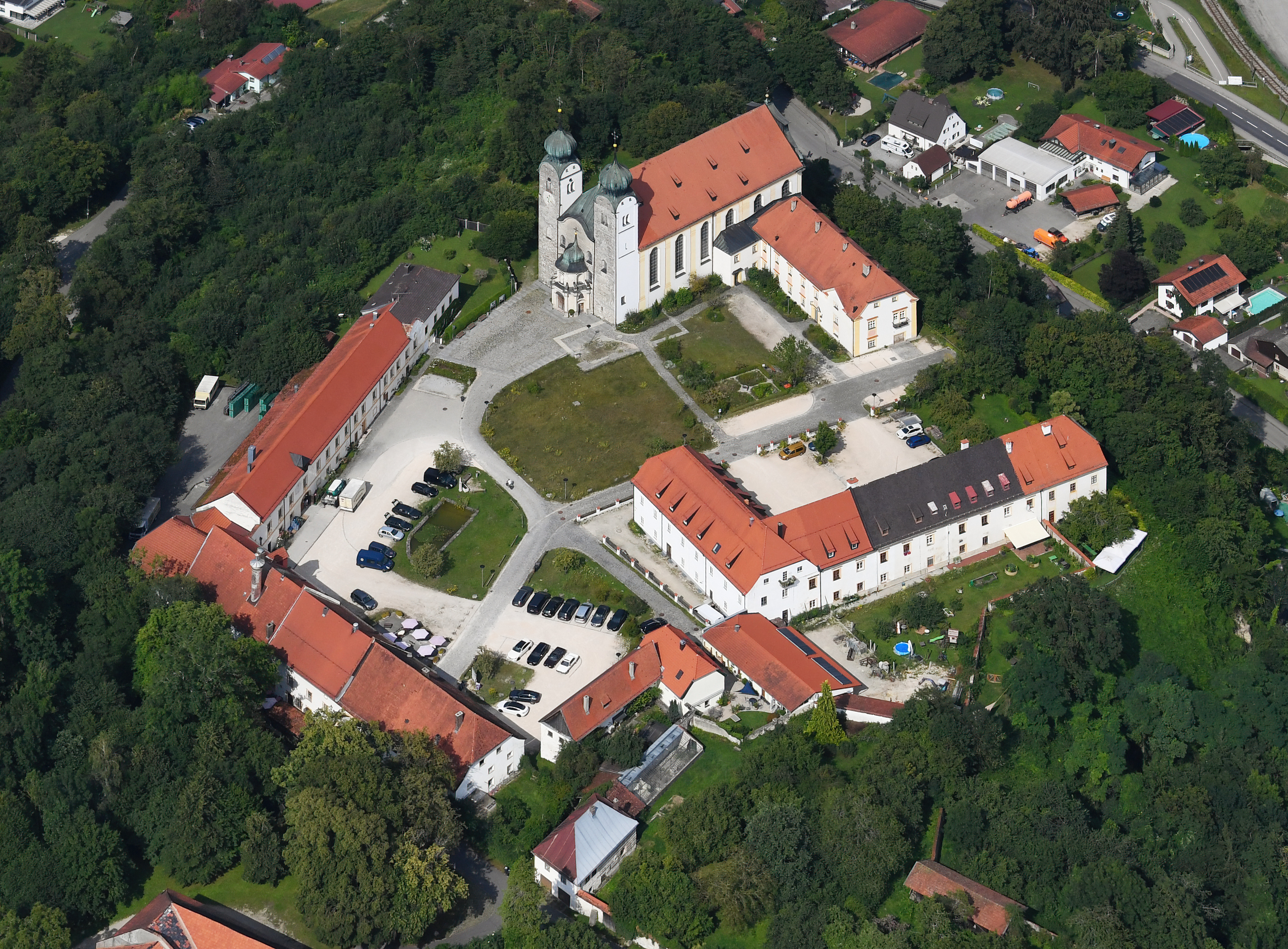
Das Kloster Baumburg, in welchem das Bier gebraut wird

Offiziell gegründet wurde die Brauerei im Jahr 1612. Tatsächlich wurde aber schon viel früher auf der Baumburg Bier gebraut. Bereits Urkunden aus dem Jahre 1435 berichten von einer Brautätigkeit. Während der Säkularisation in Bayern 1803 wurde das Kloster von Herrn von Röckl ersteigert. Sieben Jahre später ging er jedoch in Insolvenz, sodass der Wirt von Altenmarkt die Brauerei übernahm. Nachdem dieser verstorben war, ging sie 1858 in den Besitz von Ludwig Niggl über. Zwischen 1913 und 1950 wurde die Brauerei in der Familie weitervererbt. Ab 1950 war Johann Dietl der neue Besitzer.
Das Wasser für die Bierherstellung kommt aus der Alz und der Traun. Nachdem es entnommen wurde, wird es zu Tafelwasser mit weniger als 6 mg Nitrat pro Liter umgewandelt. Die Gerste wird auf den Baumburger Feldern in der Nähe von Altenmarkt angebaut. Der Hopfen kommt aus der Hallertau. Nach der Herstellung des Bieres wird es noch mindestens acht bis zwölf Wochen im ein bis zwei Grad kalten Keller gelagert, um zu reifen.
Da die Baumburg keine eigene Abfüllanlage besitzt, wird das Bier bei der Schlossbrauerei Stein und der Weissbräu Schwendl abgefüllt.

## Umweltschutz
Der elektrische Strom, der für die Herstellung des Bieres benötigt wird, wird im eigenen Wasserkraftwerk an der Alz produziert, im Jahr 2008 wurde dort eine Fischtreppe errichtet.
Für die Reinigung der Brauanlagen wird auf Chemikalien verzichtet. Stattdessen wird über 100 Grad Celsius heißes Wasser benutzt. Das Bier wird nur in einem Umkreis von 25 km direkt ausgeliefert. Bei weiteren Strecken befördern Vertriebspartner des Unternehmens die Flaschen und Fässer.

## Biersorten
Das Bier wird im Landkreis Altötting, im Landkreis Rosenheim, sowie im Landkreis Traunstein verkauft. Außerdem in Städten, wie München und Pforzheim.
Pils
Das Pils gibt es in der 0,33-Liter-Flasche oder im Fass. Es hat eine Stammwürze von  11,5 % und einen Alkoholgehalt von 4,8 Vol.-%.
Kloster Hell
Besitzt einen niedrigeren Alkoholwert und wird nur im Fass verkauft.
Bio Klosterdunkel
Das Bio Klosterdunkel ist ein Dunkelbier. Es besitzt eine Stammwürze von 12,9 % und einen Alkoholgehalt von 5,5 Vol.-% Wird nach einer alten Rezeptur nachgebraut.
Export Hell
Ist ein Exportbier und besitzt eine Stammwürze von 12,5 % und einen Alkoholwert von 5,3 Vol.-%.
KlosterWeisse
Das KlosterWeisse ist ein Weißbier mit einer Stammwürze von 11,5 % und einem Alkoholwert von 4,8 Vol.-%.
Dunkle Weiße
Ist ein dunkles Weißbier mit einer Stammwürze von 12,5 % und einem Alkoholwert von 5,3 Vol.-%
Chorherrenbock
Das Chorherrenbock ist ein Bockbier mit einer Stammwürze von 16,8 % und einem Alkoholgehalt von 6,8 Vol.-% Es ist nur in der 0,33-Liter-Flasche oder im Fass erhältlich.
Heller Bock
Ist ebenfalls ein Bockbier mit einer Stammwürze von 16,8 % und einem Alkoholgehalt von 6,8 Vol.-%. Im Gegensatz zum Chorherrenbock ist es etwas heller.
Weissbier Bock
Wie der Chorherren- und Heller Bock ist es ebenfalls ein Bockbier. Besitzt eine Stammwürze von 16,2 % und einen Alkoholwert von 6,8 Vol.-%.

## Auszeichnung
- 2009: 2. Platz des Pils beim BierIG-Award 2009 in der Kategorie Pilsbiere.[7]
- 2010: 1. Platz des KlosterWeisse beim BierIG-Award in der Kategorie Weizenbiere hell & dunkel.[8]
- 2010: 3. Platz des Klosterdunkels beim BierIG-Award in der Kategorie Dunkle unfiltrierte Lagerbiere.[9]
- 2011: Silberpreis des Weissbier Bocks beim European Beer Star in der Kategorie South German-Style Weizenbock Hell.[10]
- 2012: Goldpreis des Chorherrenbocks beim European Beer Star in der Kategorie German-Style Dunkler Bock.[11]
- 2013: Silberpreis des Chorherrenbocks beim European Beer Star in der Kategorie German-Style Dunkler Bock[12]
- 2013: Bronzepreis des Export Hell beim European Beer Star in der Kategorie European-Style Export.[13]
- 2014: Silberpreis des Chorherrnbocks beim European Beer Star in der Kategorie German-Style Dunkler Bock[14]

## Sonstiges
Die Brauerei ist Mitglied im Brauring, einer Kooperationsgesellschaft privater Brauereien aus Deutschland, Österreich und der Schweiz.